# Erika Buenfil
Erika Buenfil, nata Teresa de Jesús Buenfil Lopez (Monterrey, 22 novembre 1963), è un'attrice messicana. È nota soprattutto come interprete di telenovelas.

## Filmografia parziale
- Acompáñame (1978)
- La llama de tu amor (1979)
- El amor llegó más tarde (1979)
- Lágrimas negras (1979)
- Aprendiendo a amar (1980-1981)
- Mariana, il diritto di nascere (El derecho de nacer) (1981) – serie TV
- Il maleficio (El maleficio) (1983-1984)
- Angélica (1985)
- El engaño (1986)
- Amore in silenzio (Amor en silencio) (1988)
- Vida robada (1991-1992)
- Marisol (1996)
- Tres mujeres (1999-2000)
- Así son ellas (2002-2003)
- Amarte es mi pecado (2004)
- Corazones al límite (2004)
- Duelo de pasiones (2006)
- Amor sin maquillaje (2007)
- Tormenta en el paraíso (2007-2008)
- Mar de amor (2009-2010)
- Triunfo del amor (2010-2011)
- Amores verdaderos (2012-2013)
- La gata (2014)
- A que no me dejas (2015-2016)
- La doble vida de Estela Carrillo (2017)
- Vencer el pasado (2021)
- Fugitivas en busca de la libertad (2024)